# 未来へのかたち
『未来へのかたち』（みらいへのかたち）は、2021年5月7日に公開された日本映画。監督は大森研一、主演は伊藤淳史。

## 概要
愛媛県砥部町を舞台に、砥部焼のオリンピック聖火台のデザイン制作を通して再生する家族の姿を描く。撮影は全編愛媛で行われた。

## 登場人物
高橋竜青
演 - 伊藤淳史
りゅうせい窯の主人で、新しい砥部焼を追求し続けている。
高橋幸子
演 - 内山理名
竜青の妻。
高橋竜哉
演 - 吉岡秀隆
竜青の兄で、東京の美術大学の教授。
高橋竜見
演 - 橋爪功
高橋窯の主人で、竜青と竜哉の父。
高橋萌
演 - 桜田ひより
竜青と幸子の娘で、父と祖父の仲を心配している。
村上武
演 - 飯島寛騎（男劇団 青山表参道X）
りゅうせい窯で働くアルバイトで、萌の相談相手。
- 宮川一朗太
- 川野太郎
- 六平直政

高橋典子
演 - 大塚寧々（特別出演）
竜青と竜哉の母。陶石を取りに行った際の事故でこの世を去った。
- 忽那智俊
- 土居俊一
- 兵頭勇
- 高島佑佳
- 滝香織
- 三谷麟太郎
- 山口太幹
- 小川隆市
- 剛州

## スタッフ
- 原案：坊っちゃん劇場 舞台『シンパシーライジング』（脚本：大森研一）
- 監督・脚本・編集：大森研一
- 音楽：清塚信也[2]
- 主題歌：HAN-KUN from 湘南乃風「未来へのかたち」[2]
- 製作：大森研一、大橋弘明、有馬一昭
- プロデューサー：広瀬真寿美、岩下英雅、平野貴之
- アソシエイトプロデューサー：篠村保之
- 撮影監督：今井哲郎
- 録音：湯脇房雄
- 照明：中嶋裕人
- 美術：濱本愛
- ヘアメイク：大澤ねね、大岩乃里子
- スタイリスト：網野正和
- 制作担当：田島啓次
- 助監督：吉田至次
- 音響効果：井上奈津子
- CG編集協力：新妻宏昭
- 特別協賛：砥部町観光協会、砥部焼協同組合、砥部町商工会、ANA、Pasco、五色そうめん
- 特別協力：砥部町映画実行委員会、砥部町
- 配給：スターキャット
- 配給協力：イオンエンターテイメント
- 宣伝：マンハッタンピープル
- 制作：ウサギマル
- 製作：「未来へのかたち」製作委員会